# エクトカルペン
エクトカルペン(Ectocarpene)は、数種の褐藻で見られる性誘因フェロモンである。この物質は果実のような香りを持ち、数百万の配偶子が海中に群がり、雌が雄の配偶子を引き寄せるために物質を放出し始めた時には、人間にも知覚できる。
エクトカルペンは、初めて単離された藻類のフェロモンである。1971年にミュラーらによって、シオミドロ目(Ectocarpales)から単離された。最近の研究では、エクトカルペンの前駆体化合物も雄の配偶子の誘因に寄与していることが明らかとなった。
全ての二重結合はcis型で、キラル中心の絶対配置 は、(R)である。